# Staatliche Universität für Wirtschaft und Finanzen Sankt Petersburg
Die Staatliche Universität für Wirtschaft und Finanzen Sankt Petersburg (russisch Санкт-Петербургский государственный университет экономики и финансов/Sankt-Peterburgski gossudarstwenny uniwersitet ekonomiki i finansow; kurz Финэк oder FINEK) ist die größte Wirtschaftsuniversität in Sankt Petersburg und eine der größten dieser Art in Russland.

## Geschichte
Die Staatliche Universität für Wirtschaft und Finanzen Sankt Petersburg wurde 1930 als Hochschule für Finanzwirtschaft Leningrad (russisch Ленинградский финансово-экономический институт, ЛФЭИ/Leningradski finansovo-ekonomitscheski institut, LFSI) gegründet. Im Kriege wurde der Lehrbetrieb in den Kaukasus evakuiert. Seit den 1960er Jahren gilt die Hochschule als führend in der Ausbildung russischer Ökonomen. 1963 wurde sie nach Wosnessenski zum Wosnessenski-Institut umbenannt. Am 23. September 1991 wurde sie durch das Bildungsministerium der Russischen Föderation in eine Universität umgewandelt und erhielt ihren heutigen Namen.
Nach dem Ende der kommunistischen Ära wurde das Wirtschaftsstudium grundlegend geändert und mit neuen Studienfächern wie Mikro- und Makroökonomie, Kreditwesen/Finanzen und Wertpapiere sowie Marketing ergänzt. Die FINEC hat den ersten Marketinglehrstuhl Russlands gegründet. Die Studenten müssen eine der Fremdsprachen Deutsch, Englisch, Französisch, Spanisch oder Chinesisch belegen.
Die Universität liegt im Zentrum von Sankt Petersburg am Gribojedow-Kanal in der Nähe des Newski-Prospekts. Hauptsitz ist ein klassizistisches Gebäude des berühmten italienischen Architekten Giacomo Quarenghi aus dem Jahr 1790, der frühere Sitz der Währungsbank.
2011 studierten hier ca. 15.000 Studenten. Seit 1991 wird jährlich eine internationale Forschungskonferenz für Studierende veranstaltet, auf diese ihre Präsentationen halten können. 2009 wurde das Forschungs- und Ausbildungszentrum für Energiepolitik gegründet. Es bearbeitet energiewirtschaftliche Fragestellungen mit regionalem Fokus auf Eurasien.
Die Staatliche Wirtschaftsuniversität Sankt Petersburg entstand am 1. August 2012 aus der Vereinigung der Staatlichen Universität für Wirtschaft und Finanzen Sankt Petersburg mit der Staatlichen Universität für Ingenieurwesen und Wirtschaft Sankt Petersburg (Санкт-Петербургский государственный инженерно-экономический университет). Am 29. Dezember 2012 wurde die Staatliche Universität für Service und Wirtschaft Sankt Petersburg (Санкт-Петербургский государственный университет сервиса и экономики) in die neu gegründete Universität eingegliedert. Die drei bis dato unabhängigen Hochschulen sind in Institute innerhalb der Universität umgewandelt worden.
Die Hochschule kooperiert mit anderen europäischen Hochschulen im Rahmen des Projekts EuroFaculty in Pskow bei der Förderung von Unternehmertum und Unternehmensgründungen.

## Studium
Das Studienjahr an der Universität beginnt in den ersten Septembertagen. Das Wintersemester läuft vom 1. September bis zum 31. Januar (ab 25. Dezember Prüfungszeit), das Sommersemester vom 7. Februar bis zum 30. Juni (ab 25. Mai Prüfungszeit). Das Studium ist in ein zweijähriges Grundstudium und ein dreijähriges Hauptstudium unterteilt.
Austauschstudenten dürfen an einem Großteil der regulären Vorlesungen teilnehmen. Zusätzlich werden ihnen spezielle Kurse auf Englisch angeboten, während die Teilnahme an einem Russischkurs verpflichtend ist.

## Fakultäten (bis 2012)
- Wirtschaft und Verwaltung

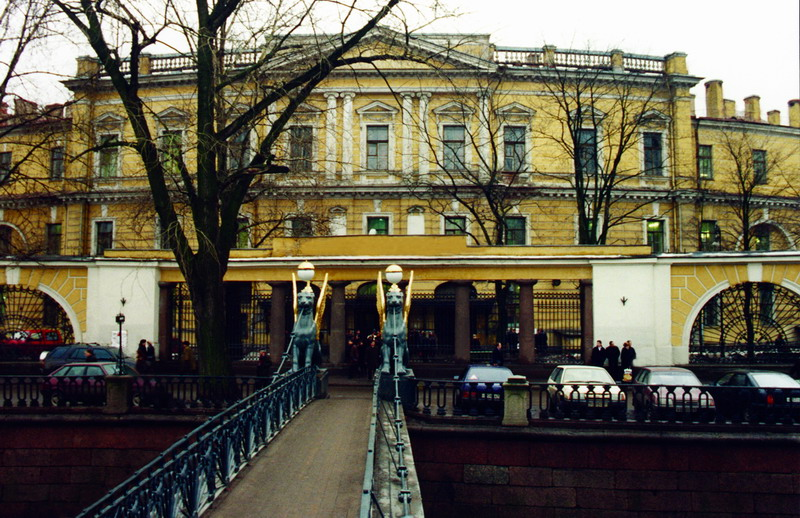
Eingang zur Universität

- Finanz-, Kredit- und internationale Wirtschaftsbeziehungen
- Statistik, Rechnung und Wirtschaftsanalyse
- Handel und Marketing
- Wirtschaftstheorie und Wirtschaftspolitik
- Arbeitsökonomie und Personalleitung
- Management
- Jurisprudenz
- Linguistik